# Lövenich (Kreis Köln)
Die Gemeinde Lövenich im Landkreis Köln umfasste die Orte Junkersdorf, Königsdorf, Lövenich und Weiden. Benachbarte Gemeinden waren Brauweiler im Norden und Frechen im Süden (beide Kreis Köln), die Stadt Köln im Osten sowie Hüchelhoven und Horrem (beide Kreis Bergheim [Erft]) im Westen. Sie umfasste ein Gebiet von 17,26 km² und zählte 25.139 Einwohner (Stand: 30. Juni 1967).
Die Gemeinde wurde durch § 1 des Köln-Gesetzes mit Wirkung zum 1. Januar 1975 in die Stadt Köln eingegliedert. Der Ortsteil Königsdorf kam an die Stadt Frechen, einige Grundstücke an die neugebildete Stadt Pulheim.

## Nachweise
1. ↑  Die kommunale und staatliche Neugliederung des Landes Nordrhein-Westfalen, Abschnitt B, Die Neugliederung der Städte und Gemeinden in den Ballungszonen und die Reform der Kreise, Gutachten erstattet am 9. April 1968 durch die von der Landesregierung des Landes Nordrhein-Westfalen eingesetzte Sachverständigen-Kommission für die kommunale Neugliederung des Landes Nordrhein-Westfalen, Siegburg 1968, S. 212